# أكريس
أكريس دار أزياء سويسرية متخصصة في السلع الفاخرة للنساء المصممة من قبل المدير الإبداعي ألبرت كريملر .

## تأسيس
تأسست علامة أكريس في عام 1922 من قبل جدة ألبرت كريملر، السيدة أليس كريملر-شوخ (بالألمانية: Alice Kriemler-Schoch) في سانت غالن، سويسرا؛ التي اشتقت كلمة "Akris" من حروف اسمها شوخ-كريملار.

## روابط خارجية
- الموقع الرسمي
- أكريس – العلامة التجارية وبيانات الشركة في دليل عرض الأزياء